# رباط تشاه حوض (باقران)
رباط تشاه حوض (بالفارسية: رباط چاه حوض) هي منطقة سكنية تقع في إيران في بیرجند. يقدر عدد سكانها بـ 81 نسمة .